# Nihat Ergün
Nihat Ergün né le 14 septembre 1962 à Derince(Kocaeli), est un homme politique turc.
Diplômé de la faculté de sciences économiques et administratives de l'Université de Marmara.
Maire de Parti du bien-être de Derince (1994-1999), président fondateur de la fédération de Kocaeli du parti de la justice et du développement (AKP), député de Kocaeli (2002-2015), vice-président du groupe AKP (2007-2009), ministre de l'industrie et de la commerce (2009-2011), ministre de la science, de l'industrie et de la technologie (2011-2013), il quitte le AKP en 2019, il cofonde parti pour la démocratie et le progrès (DEVA) en 2020 et le vice-président de DEVA chargé des fédérations (entre mars-décembre 2020). Marié et a 4 enfants.